# 歴史考古学
歴史考古学（れきしこうこがく）とは、有史考古学（ゆうしこうこがく）とも呼ばれ、同時代の文献・記録がそれ以前の時代よりも多いとされているいわゆる「歴史時代」の遺跡・遺物を研究の対象とする考古学のことである。ヨーロッパにおいては、ギリシア、ローマ時代を総合的に取り扱う古典考古学(classic archaeology)、あるいはグレコ・ローマン考古学(Greco-Roman archaeorogy)が歴史考古学の中核をなし、日本では、7世紀（飛鳥時代）以後を対象としている。

## 概要
歴史時代には多くの文献史料が残されており、歴史学の研究はこうした文献史料を元にして行われ、遺跡・遺物を対象とした歴史考古学は補助的地位に留まると考えられてきた。だが、文献史料には支配階層・知識階層に属する場合が多い執筆者・編纂者による主観が含まれている場合が多く、また日常生活に関わる記述、特に庶民の生活に関連するものは当事者たちにとっては書く価値の乏しいありきたりのことであるため記されていない場合も多い。こうした問題点を解決するためにも官衙・都市・城館・寺社・水田・墳墓などの遺跡・遺構の調査によって歴史的事実の裏付けを行ったり、住居や工房及びそこからの出土品から日常生活の在り様を追求したりすることも必要とされる。文献史料の研究と歴史考古学の研究の相乗効果によって、歴史学の進展が期待される。
「歴史考古学」の呼称は今日において広く用いられている一方で、角田文衛は現存史料の多少と人類史そのものの流れや遺跡・遺物研究という考古学の趣旨とは全く無関係であるとしてこれを批判している。 また、西洋における考古学（archaeology）は、古代ギリシャ・古代ローマなどの歴史時代の遺跡・遺物研究が本来の主流であり、先史時代・先史考古学＝考古学という日本におけるイメージを「本末転倒」とする批判もあるが、アメリカ大陸ではコロンブス以後を歴史考古学（historical archaeology）と呼んで、それ以前の考古学と区別している例もあり、西洋世界においても必ずしも考古学の定義・範疇が一致しているわけではない。
日本に考古学の概念が入ってきたのは明治時代のことであるが、江戸時代の段階で有職故実の研究家であった藤貞幹や狩谷棭斎のように地中から発見される古銭や金石文に研究価値を見出して著作を著すなど、近代以後の歴史考古学の発展の土壌を求めることができる。明治4年（1871年）には「古器旧物ヲ保存セシム」太政官布告（明治4年太政官布告第251号）が出されている。同法は文化財保護を本来の趣旨としているが、その範疇には今日では考古学分野に属する物も広く含まれていた。明治28年（1895年）に設立された考古学会も、当時石器時代の考古学に力を入れていた人類学会に対抗する意味も含めて歴史考古学を対象の範疇とした。戦前、後藤守一が日本最初の歴史考古学の概説書である『日本歴史考古学』（1937年）を刊行したが、考証学・有職故実以来の伝世品や工芸史・建築史などの研究に重きを置かれ、先史考古学において重要視されていた発掘調査や層位学・型式学など考古学的なアプローチに対する関心は低いものであった。ところが、1939年の石田茂作による法隆寺周辺の発掘調査によって若草伽藍の遺構が発見されたことから、法隆寺再建非再建論争に大きな影響を与えたこと、続いて戦後の藤原宮発掘によって出土した木簡から、長い間の「郡評論争」が終結したことなどが、文献史学や工芸史・建築史のみでは歴史学の解明には不十分で発掘調査などの考古学手法の重要性が示されるに至り、後藤も『日本考古学講座』（1956年）において従来の見解の訂正を示した。その後も、飛鳥寺・川原寺跡の発掘などによって、従来の文献では知りえなかった新事実が明らかにされ、歴史考古学の有効性が証明されるに至った。

## 歴史考古学の諸分野
現代においては歴史考古学の細分化が進み、時代によって古代考古学・中世考古学・近世考古学などの区別が生じたり、テーマによって産業考古学や宗教関係の考古学（神道考古学・仏教考古学・キリスト教考古学・イスラーム考古学）が登場したりしている。また、科学技術の進歩によって、従来は解読不能とされた漆紙文書の解析技術が登場するなど、新たな展開も期待されている。